# ティナ・チャウ
ティナ・チャウ（Tina Chow,  1950年4月18日 - 1992年1月24日）は、日本とアメリカ合衆国のファッションモデルである。

## 来歴

### 生い立ち
1950年、オハイオ州のレイクヴューに生まれる。父親はドイツ系アメリカ人で、母親は日本人だった。両親は父親がアメリカ軍として日本に駐在していた時に出会っている。

### 日本でのモデル活動
その後、一家はオハイオ州へ移住したが、1960年代中盤に一家で来日。日本へ渡ってからは、2歳年上の姉のバニー・ラッツ(アデル・ラッツ)と共に上智大学へ在籍し、その整った美貌がモデル・エージェントの目に留まり、姉のバニーと共に「ティナ・ラッツ」の本名で資生堂の広告塔としてポスターやテレビ・コマーシャルに起用された。さらには資生堂以外にも不二家のテレビコマーシャルなどへも出演し、当時日本国内ではハーフ・モデルとして幅広く認知されている。日本でのモデル活動は、結婚を機に渡英する1970年前半まで続け、ファッション・アイコンとして活躍した。

### モデル活動後
22歳の時に、ロンドンでレストラン経営をしていたマイケル・チャウと結婚したのを機に渡英。結婚後は「ティナ・チャウ」としてジュエリーデザイナーとしての才能も発揮。彼女によるジュエリーは、ニューヨークやロサンゼルス、シカゴなどの都市で個展も開かれた。渡英後は、夫マイケルのレストランの常連客でもあったアンディ・ウォーホルやキース・ヘリングなどの名だたるアーティストたちとの交友を結び、ミューズとして彼らの手掛けた作品にも登場している。

### 私生活
前述にもあるように、1972年にレストラン経営者のマイケル・チャウと結婚。二人の出会いはマイケルが来日している時に、映画監督の伊丹十三の紹介によるもので、結婚後は日本を離れ、イギリスに渡った。その後、二児の母親にもなり、娘のチャイナ・チャウは、現在アメリカで母親と同じくファッションモデル、女優として活動している。
姉のバニー・ラッツはアデル・ラッツの名前で映画やミュージシャン向けの衣装デザイナーとして活躍し、トーキング・ヘッズのデヴィッド・バーンと1987年に結婚したが、2004年に離婚した。
夫のマイケルは、1968年にロンドンに高級中華レストラン『Mr. Chow（ミスター・チャウ）』をオープンさせ、その後はロサンゼルス、ニューヨークなどアメリカへも出店。特に中華料理にもかかわらず高級志向で洋風な雰囲気作りがハリウッドのセレブ達の人気に火が付き、マイケル自身も著名なレストラン経営者として知られている。しかし1989年、マイケルとティナは離婚した。

### 死去
1980年代後半にエイズの宣告を受け、当時は治療するための薬がなかったため、病はそのまま進行し、1992年に帰らぬ人となった。晩年は、自身の他にもエイズに苦しむ患者を支えるためにホスピスを開設したり、エンジェルフードという支援プロジェクトにボランティア参加したりと、エイズに対する啓もう活動に積極的に参加した。

## CM出演
- ピンクポップ （1968年・資生堂）
- サクセス、サクセス、 （1977年・資生堂)
- ショコラオレ (不二家)
- LOOKチョコレート (不二家)